# بانكرفيل
بانكرفيل (بالإنجليزية: Bunkerville)‏ هي بلدة غير مدخلة  ومكان مخصص للتعداد في مقاطعة كلارك في ولاية نيفادا الأمريكية. بلغ عدد السكان 1,303 حسب تعداد عام 2010. 